# Tipula nephrotomoides
Tipula nephrotomoides är en tvåvingeart. Tipula nephrotomoides ingår i släktet Tipula och familjen storharkrankar.

## Underarter
Arten delas in i följande underarter:
- T. n. invariegata
- T. n. nephrotomoides